# Daniela Hantuchová
Daniela Hantuchová (pronunciado ˈdanɪjɛla ˈɦantuxɔva:) Poprad, Checoslovaquia, 23 de abril de 1983 es una extenista eslovaca retirada en 2017. Ganadora de dos Masters de Indian Wells, tras vencer en la final de 2002 a Martina Hingis por 6-3 6-4 y en la final de 2007 a Svetlana Kuznetsova por 6-3 6-4.

## Torneos de Grand Slam

### Dobles

#### Finales (3)
| Año  | Campeonato           | Pareja                  | Oponentes en la Final          | Resultado     |
| 2002 | Abierto de Australia | Arantxa Sánchez Vicario | Anna Kournikova Martina Hingis | 2-6, 7-6, 1-6 |
| 2006 | Roland Garros        | Ai Sugiyama             | Lisa Raymond Samantha Stosur   | 3-6, 2-6      |
| 2009 | Abierto de Australia | Ai Sugiyama             | Serena Williams Venus Williams | 3-6, 3-6      |

### Dobles mixto

#### Títulos (4)
| Año  | Campeonato           | Pareja          | Oponentes en la Final             | Resultado     |
| 2001 | Wimbledon            | Leoš Friedl     | Mike Bryan Liezel Huber           | 4-6, 6-3, 6-2 |
| 2002 | Abierto de Australia | Kevin Ullyett   | Gastón Etlis Paola Suárez         | 6-3, 6-2      |
| 2005 | Roland Garros        | Fabrice Santoro | Leander Paes Martina Navratilova  | 3-6, 6-3, 6-2 |
| 2005 | Abierto de EE. UU.   | Mahesh Bhupathi | Nenad Zimonjić Katarina Srebotnik | 6-4, 6-2      |

#### Finales (1)
| Año  | Campeonato | Pareja        | Oponentes en la Final             | Resultado     |
| 2002 | Wimbledon  | Kevin Ullyett | Elena Likhovtseva Mahesh Bhupathi | 2-6, 6-1, 1-6 |

## Títulos WTA (16; 7+9)

### Individuales
| Leyenda: Antes de 2009     | Leyenda: A partir de 2009 |
| -------------------------- | ------------------------- |
| Grand Slam (0)             |                           |
| Juegos Olímpicos (0)       |                           |
| WTA Tour Championships (0) |                           |
| Tier I (2)                 | Premier Mandatory (0)     |
| Tier II (1)                | Premier 5 (0)             |
| Tier III (0)               | Premier (0)               |
| Tier IV & V (0)            | International (4)         |

| Títulos por superficie |
| Dura (6)               |
| Hierba (1)             |
| Tierra batida (0)      |

#### Títulos (7)
| N.º | Fecha                 | Torneo           | Superficie | Oponente en la final | Resultado        |
| --- | --------------------- | ---------------- | ---------- | -------------------- | ---------------- |
| 1.  | 16 de marzo de 2002   | Indian Wells     | Dura       | Martina Hingis       | 6-3, 6-4         |
| 2.  | 17 de marzo de 2007   | Indian Wells (2) | Dura       | Svetlana Kuznetsova  | 6-3, 6-4         |
| 3.  | 28 de octubre de 2007 | Linz             | Dura (i)   | Patty Schnyder       | 6-4, 6-2         |
| 4.  | 13 de febrero de 2011 | Pattaya City     | Dura       | Sara Errani          | 6-0, 6-2         |
| 5.  | 12 de febrero de 2012 | Pattaya City (2) | Dura       | María Kirilenko      | 6-7(4), 6-3, 6-3 |
| 6.  | 17 de junio de 2013   | Birmingham       | Hierba     | Donna Vekić          | 7-6(5), 6-4      |
| 7.  | 15 de febrero de 2015 | Pattaya City (3) | Dura       | Ajla Tomljanović     | 3-6, 6-3, 6-4    |

#### Finales (9)
| N.º | Fecha                    | Torneo      | Superficie | Oponente en la final      | Resultado        |
| --- | ------------------------ | ----------- | ---------- | ------------------------- | ---------------- |
| 1.  | 13 de octubre de 2002    | Filderstadt | Dura       | Kim Clijsters             | 6-4, 3-6, 4-6    |
| 2.  | 19 de junio de 2004      | Eastbourne  | Hierba     | Svetlana Kuznetsova       | 6-2, 6-7(2), 4-6 |
| 3.  | 14 de agosto de 2005     | Los Ángeles | Dura       | Kim Clijsters             | 4-6, 1-6         |
| 4.  | 22 de octubre de 2006    | Zúrich      | Dura       | María Sharápova           | 1-6, 6-4, 3-6    |
| 5.  | 16 de septiembre de 2007 | Bali        | Dura       | Lindsay Davenport         | 4-6, 6-3, 2-6    |
| 6.  | 30 de septiembre de 2007 | Luxemburgo  | Dura       | Ana Ivanović              | 6-3, 4-6, 4-6    |
| 7.  | 7 de marzo de 2010       | Monterrey   | Dura       | Anastasiya Pavliuchenkova | 6-1, 1-6, 0-6    |
| 8.  | 13 de junio de 2011      | Birmingham  | Hierba     | Sabine Lisicki            | 3-6, 2-6         |
| 9.  | 7 de junio de 2012       | Brisbane    | Dura       | Kaia Kanepi               | 2-6, 1-6         |

### Dobles
| Leyenda: Antes de 2009     | Leyenda: A partir de 2009 |
| -------------------------- | ------------------------- |
| Grand Slam (0)             |                           |
| Juegos Olímpicos (0)       |                           |
| WTA Tour Championships (0) |                           |
| Tier I (1)                 | Premier Mandatory (1)     |
| Tier II (4)                | Premier 5 (0)             |
| Tier III (2)               | Premier (0)               |
| Tier IV & V (1)            | International (0)         |

| Títulos por superficie |
| Dura (6-8)             |
| Hierba (1-0)           |
| Tierra batida (2-4)    |

#### Títulos (9)
| N.º | Fecha                 | Torneo        | Superficie    | Pareja                  | Oponentes en la final             | Resultado           |
| --- | --------------------- | ------------- | ------------- | ----------------------- | --------------------------------- | ------------------- |
| 1.  | 29 de octubre de 2000 | Bratislava    | Dura          | Karina Habsudova        | Petra Mandula Patricia Wartusch   | w/o                 |
| 2.  | 28 de octubre de 2001 | Luxemburgo    | Dura          | Elena Bovina            | Bianka Lamade Patty Schnyder      | 6-3, 6-3            |
| 3.  | 14 de abril de 2002   | Amelia Island | Tierra batida | Arantxa Sánchez Vicario | María Emilia Salerni Åsa Svensson | 6-4, 6-2            |
| 4.  | 24 de agosto de 2002  | New Haven     | Dura          | Arantxa Sánchez Vicario | Tathiana Garbin Janette Husárová  | 6-3, 1-6, 7-5       |
| 5.  | 12 de junio de 2005   | Birmingham    | Hierba        | Ai Sugiyama             | Eleni Daniilidou Jennifer Russell | 6-2, 6-3            |
| 6.  | 9 de octubre de 2005  | Filderstadt   | Dura          | Anastasiya Myskina      | Květa Peschke Francesca Schiavone | 6-0, 3-6, 7-5       |
| 7.  | 4 de marzo de 2006    | Doha          | Dura          | Ai Sugiyama             | Ting Li Tian Tian Sun             | 6-4, 6-4            |
| 8.  | 21 de mayo de 2006    | Roma          | Tierra batida | Ai Sugiyama             | Květa Peschke Francesca Schiavone | 3-6, 6-3, 6-1       |
| 9.  | 3 de abril de 2011    | Miami         | Dura          | Agnieszka Radwanska     | Liezel Huber Nadia Petrova        | 7-6(5), 2-6, [10-8] |

#### Finales (12)
| N.º | Fecha                 | Torneo               | Superficie    | Pareja                  | Oponentes en la final                    | Resultado           |
| --- | --------------------- | -------------------- | ------------- | ----------------------- | ---------------------------------------- | ------------------- |
| 1.  | 27 de enero de 2002   | Abierto de Australia | Dura          | Arantxa Sánchez Vicario | Anna Kournikova Martina Hingis           | 2-6, 7-6(4), 1-6    |
| 2.  | 5 de mayo de 2002     | Hamburgo             | Tierra batida | Arantxa Sánchez Vicario | Martina Hingis Barbara Schett            | 1-6, 1-6            |
| 3.  | 12 de mayo de 2002    | Berlín               | Tierra batida | Arantxa Sánchez Vicario | Elena Dementieva Janette Husárová        | 6-0, 6-7(3), 2-6    |
| 4.  | 4 de agosto de 2002   | San Diego            | Dura          | Ai Sugiyama             | Elena Dementieva Janette Husárová        | 2-6, 4-6            |
| 5.  | 11 de agosto de 2002  | Los Ángeles          | Dura          | Ai Sugiyama             | Kim Clijsters Jelena Dokic               | 3-6, 3-6            |
| 6.  | 7 de agosto de 2005   | San Diego            | Dura          | Ai Sugiyama             | Conchita Martínez Virginia Ruano Pascual | 7-6(7), 1-6, 5-7    |
| 7.  | 23 de octubre de 2005 | Zúrich               | Dura          | Ai Sugiyama             | Cara Black Rennae Stubbs                 | 7-6(6), 6-7(4), 3-6 |
| 8.  | 10 de junio de 2006   | Roland Garros        | Tierra batida | Ai Sugiyama             | Lisa Raymond Samantha Stosur             | 3-6, 2-6            |
| 9.  | 13 de agosto de 2006  | Los Ángeles          | Dura          | Ai Sugiyama             | Virginia Ruano Pascual Paola Suárez      | 3-6, 4-6            |
| 10. | 31 de enero de 2009   | Abierto de Australia | Dura          | Ai Sugiyama             | Serena Williams Venus Williams           | 3-6, 3-6            |
| 11. | 9 de mayo de 2009     | Roma                 | Tierra batida | Ai Sugiyama             | Su-Wei Hsieh Shuai Peng                  | 5-7, 6-7(5)         |
| 12. | 3 de octubre de 2009  | Tokio (Pacífico)     | Dura          | Ai Sugiyama             | Alisa Kleybanova Francesca Schiavone     | 4-6, 2-6            |

## Títulos ITF (4)

### Individuales (3)
| N.º | Fecha                    | Torneo  | Superficie    | Oponente en la final | Resultado     |
| --- | ------------------------ | ------- | ------------- | -------------------- | ------------- |
| 1.  | 23 de mayo de 1999       | Jackson | Tierra batida | Milagros Sequera     | 6-2, 6-1      |
| 2.  | 12 de septiembre de 1999 | Fano    | Tierra batida | Flora Perfetti       | 6-4, 6-7, 6-2 |
| 3.  | 20 de agosto de 2000     | Bronx   | Dura          | Jing-Qian Yi         | 6-4, 6-4      |

### Dobles (1)
| N.º | Fecha               | Torneo     | Superficie    | Pareja      | Oponentes en la final                                  | Resultado     |
| 1.  | 11 de julio de 1999 | Civitanova | Tierra batida | Eva Dyrberg | Rosa María Andrés Rodríguez Conchita Martínez Granados | 7-6, 4-6, 6-3 |

## Clasificación histórica
| Torneo                      | 1998         | 1999         | 2000         | 2001         | 2002         | 2003         | 2004         | 2005         | 2006         | 2007         | 2008         | 2009         | 2010         | 2011         | 2012         | 2013         | 2014         | 2015         | 2016       | 2017       | Participaciones | Ganados-Perdidos |
| --------------------------- | ------------ | ------------ | ------------ | ------------ | ------------ | ------------ | ------------ | ------------ | ------------ | ------------ | ------------ | ------------ | ------------ | ------------ | ------------ | ------------ | ------------ | ------------ | ---------- | ---------- | --------------- | ---------------- |
| Grand Slam                  |              |              |              |              |              |              |              |              |              |              |              |              |              |              |              |              |              |              |            |            |                 |                  |
| Abierto de Australia        | A            | A            | RP           | 1R           | 3R           | CF           | 2R           | 3R           | 4R           | 4R           | SF           | 3R           | 3R           | 1R           | 3R           | 1R           | 3R           | 2R           | 1R         | A          | 0 / 16          | 29–16            |
| Roland Garros               | A            | A            | A            | 2R           | 4R           | 2R           | 1R           | 3R           | 4R           | 3R           | A            | 1R           | 4R           | 4R           | A            | 1R           | 3R           | 1R           | 1R         | A          | 0 / 14          | 20–14            |
| Wimbledon                   | A            | A            | RP           | 2R           | CF           | 2R           | 3R2          | 3R           | 4R           | 4R           | 2R           | 4R           | 2R           | 3R           | 1R           | 1R           | 1R           | 2R           | 1R         | A          | 0 / 16          | 24–16            |
| US Open                     | A            | A            | RP           | 1R           | CF           | 3R           | 3R           | 3R           | 2R           | 1R           | 1R           | 4R           | 3R           | 1R           | 1R           | CF           | 2R           | 1R           | A          | A          | 0 / 15          | 21–15            |
| Participaciones             | 0 / 0        | 0 / 0        | 0 / 3        | 0 / 4        | 0 / 4        | 0 / 4        | 0 / 4        | 0 / 4        | 0 / 4        | 0 / 4        | 0 / 3        | 0 / 4        | 0 / 4        | 0 / 4        | 0 / 3        | 0 / 4        | 0 / 4        | 0 / 4        | 0 / 3      | 0 / 0      | 0 / 64          | N/A              |
| Ganados-Perdidos            | 0–0          | 0–0          | 3–3          | 2–4          | 13-4         | 8–4          | 4–4          | 8–4          | 10-4         | 8–4          | 6–3          | 8–4          | 8–4          | 5–4          | 2–3          | 4–4          | 5–4          | 2–4          | 0–3        | 0–0        | N/A             | 94–60            |
| Juegos Olímpicos            |              |              |              |              |              |              |              |              |              |              |              |              |              |              |              |              |              |              |            |            |                 |                  |
| Juegos Olímpicos            | No Celebrado | No Celebrado | A            | No Celebrado | No Celebrado | No Celebrado | 2R           | No Celebrado | No Celebrado | No Celebrado | 2R           | No Celebrado | No Celebrado | No Celebrado | 3R           | No Celebrado | No Celebrado | No Celebrado | A          | NC         | 0 / 3           | 4–3              |
| Torneos Finales de año      |              |              |              |              |              |              |              |              |              |              |              |              |              |              |              |              |              |              |            |            |                 |                  |
| WTA Tour Championships      | A            | A            | A            | A            | 1R           | A            | A            | A            | A            | RR           | A            | A            | A            | A            | A            | A            | A            | A            | A          | A          | 0 / 2           | 1–3              |
| WTA Tournament of Champions | No realizado | No realizado | No realizado | No realizado | No realizado | No realizado | No realizado | No realizado | No realizado | No realizado | No realizado | A            | 4.ª          | CF           | A            | A            | A            | A            | A          | A          | 0 / 2           | 1–3              |
| WTA Premier Mandatory       |              |              |              |              |              |              |              |              |              |              |              |              |              |              |              |              |              |              |            |            |                 |                  |
| Indian Wells                | A            | A            | A            | 1R           | G            | 4R           | 2R           | 3R           | A            | G            | CF           | 4R           | 2R           | 2R           | 2R           | 2R           | 2R           | 1R           | A          | A          | 2 / 14          | 21–12            |
| Miami                       | A            | A            | 1R           | 1R           | 2R           | 2R           | 3R           | 2R           | 3R           | 3R           | 3R           | 2R           | 4R           | 3R           | 3R           | 2R           | 2R           | 1R           |            | 0 / 16     | 10–16           |                  |
| Madrid                      | No Celebrado | No Celebrado | No Celebrado | No Celebrado | No Celebrado | No Celebrado | No Celebrado | No Celebrado | No Celebrado | No Celebrado | No Celebrado | 2R           | 1R           | 2R           | A            | 3R           | 1R           | 1R           | A          | A          | 0 / 6           | 4–6              |
| Pekín                       | No Celebrado | No Celebrado | No Celebrado | No Celebrado | No Celebrado | No Celebrado | No Celebrado | No Celebrado | No Celebrado | No Celebrado | No Celebrado | 2R           | 1R           | 2R           | 1R           | 3R           | 1R           | A            | A          | A          | 0 / 6           | 2–6              |
| WTA Premier 5               |              |              |              |              |              |              |              |              |              |              |              |              |              |              |              |              |              |              |            |            |                 |                  |
| Tokio                       | A            | A            | A            | A            | A            | A            | CF           | CF           | 2R           | 1R           | 1R           | 2R           | 2R           | A            | 2R           | 1R           | No Premier   | No Premier   | No Premier | No Premier | 0 / 7           | 7–7              |
| Wuhan                       | No Celebrado | No Celebrado | No Celebrado | No Celebrado | No Celebrado | No Celebrado | No Celebrado | No Celebrado | No Celebrado | No Celebrado | No Celebrado | No Celebrado | No Celebrado | No Celebrado | No Celebrado | No Celebrado | 1R           | 1R           | A          | A          | 0 / 2           | 0–2              |
| Estadísticas                |              |              |              |              |              |              |              |              |              |              |              |              |              |              |              |              |              |              |            |            |                 |                  |
| Finalista                   | 0            | 1            | 0            | 0            | 1            | 0            | 1            | 1            | 1            | 2            | 0            | 0            | 1            | 0            | 2            | 1            | 0            | 1            | 0          | 0          | N/A             | 16               |
| Torneos Ganados             | 0            | 0            | 0            | 0            | 1            | 0            | 0            | 0            | 0            | 2            | 0            | 0            | 0            | 1            | 1            | 1            | 0            | 1            | 0          | 0          | N/A             | 7                |
| Ganados-Perdidos            | 3–1          | 21-5         | 27-16        | 38-20        | 56-25        | 28-23        | 24-24        | 37-25        | 34-25        | 52-28        | 22-20        | 39-25        | 35-25        | 41-29        | 23–23        | 23–24        | 15–24        | 15–20        | 19–21      | 1-1        | N/A             | 562–4081         |
| Ranking                     | -            | 197          | 108          | 38           | 8            | 19           | 31           | 19           | 18           | 9            | 21           | 24           | 30           | 24           | 32           | 33           | 64           | 81           | 228        | -          | N/A             | N/A              |

- 1 Si incluimos las participaciones en el circuito ITF y los partidos jugados con su selección en la Fed Cup.
- RP = Perder en las rondas previas clasificatorias del torneo.
- A = Ausente, no participó en el torneo.
- NC = No celebrado